# Мигинская волость
Мигинская волость — историческая административно-территориальная единица Васильсурского уезда Нижегородской губернии Российской империи и РСФСР.

## Географическое положение
Располагалась в юго-восточной части Васильсурского уезда в междуречье Урынги и Миги, чуть выше от места их слияния. Ныне это юго-западная часть Спасского (Маклаковский сельсовет) и северная часть Сергачского (Андреевский сельсовет) районов.

## История
Образована в ходе крестьянской реформы 1860-х годов из трех селений государственных крестьян: д. Борисовки, с. Вершинина и с. Мигина, в каждом из которых было создано по сельскому обществу. К 1911 году в состав волости вошло село Русское Маклаково, ранее составлявшее Русско-Маклаковскую волость того же уезда. На 1911 год в четырёх селениях Мигинской волости числилось 1295 крестьянских дворов.
После Октябрьской революции 1917 года прежнее сельское самоуправление заменили сельские советы. В феврале 1918 года Русское Маклаково было выделено из состава волости и вошло в восстановленную Русско-Маклаковскую волость. В те же годы на территории волости образовался посёлок Леонидовка. 7 января 1919 года Мигинская волость была ликвидирована, а её населенные пункты вошли в состав соседней Сосновской волости.

## Населённые пункты
За время существования в состав волости всего входило 5 населенных пунктов:
- д. Борисовка,
- с. Вершинино,
- с. Мигино,
- пос. Леонидовка (между 1912 и 1919),
- с. Русское Маклаково (между 1890 и 1918).